# Дамасо Антоніо Ларраньяга
Да́масо Анто́ніо Ларранья́га (ісп. Dámaso Antonio Larrañaga, 9 грудня 1771, Монтевідео, Уругвай — 26 лютого 1848, там само) — уругвайський ботанік, видатний природодослідник, геолог і палеонтолог.

## Життєпис
Дамасо Антоніо Ларраньяга народився в Монтевідео 9 грудня 1771 року.
Він зробив значний внесок у ботаніку, описавши багато видів рослин.
Дамасо Антоніо Ларраньяга помер у Монтевідео 26 лютого 1848 року.

## Наукова діяльність
Дамасо Антоніо Ларраньяга спеціалізувався на папоротеподібних і на насінних рослинах.